# دیزاین نیوز
دیزاین نیوز (به انگلیسی: Design News)، (شاپا: ۹۴۰۷-۰۰۱۱) یک نشریۀ ماهنامۀ تجاری در ایالات متحدۀ آمریکا است که توسط یوبی‌ام الکترونیکس (UBM Electronics)، بخشی از یونایتد بیزینس میدیا (United Business Media) منتشر می‌شود. دیزاین نیوز در خدمتِ نیازهای اطلاعاتی رشتۀ مهندسی طراحی است.
مدیر تحریریه ویلیام نگ، و دفاتر تحریریه در شهر نیویورک واقع شده است.

## تاریخچه و مشخصات
مجلۀ دیزاین نیوز که در سال ۱۹۴۶ میلادی تأسیس شد، ۱۲ بار در سال منتشر می‌شود. هر شماره به مسائل طراحی سیستم و محصول مربوط به اتوماسیون و کنترل، علم مواد و مونتاژ، ابزارهای طراحی سخت‌افزار و نرم‌افزار، و الکترونیک/ و تجهیزات آزمایش الکترونیکی می‌پردازد.
موضوعات رایج شامل طراحی به کمک رایانه (CAD)، مهندسی طراحی، لوازم الکترونیکی مصرفی و اتوماسیون است.
تا دسامبر ۲۰۱۴ میلادی، کل گردش حسابرسی شده توسط بی‌پی‌ای (BPA) شامل ۹۶/۶۶۷ مشترک است.
مالک سابق، رید بیزینس اینفورمیشن (Reed Business Information) مجله را در فوریه ۲۰۱۰ میلادی به کانن کامیونیکیشنز (Canon Communications) فروخت و بعد از خرید یونایتد بیزینس میدیا کانن کامیونیکیشنز (United Business Media Canon Communications) در نوامبر ۲۰۱۰ میلادی، بخشی از یوبی‌ام الکترونیکس شد. دیزاین نیوز اکنون یک نسخۀ دیجیتالی را منتشر می‌کند که بر اساس انجمن دیوس‌ام (DeusM) در یک بستر جعبه (Box Platform) است.